# Пенія
Пе́нія (грец. Penia) — богиня, що уособлювала бідність. У народній міфології Пенія відсутня; у IV ст. до н. е. про неї згадували Арістофан і Платон.